# Мынхай
Мэнха́й (кит. упр. 勐海, пиньинь Měnghǎi) — уезд Сишуанбаньна-Дайского автономного округа провинции Юньнань (КНР).

## История
В 1927 году здесь были образованы Нинцзянская временная управа (宁江设治局) и уезды Фохай (佛海县) и Наньцяо (南峤县).
После вхождения провинции Юньнань в состав КНР в 1950 году эти места были включены в состав Специального район Пуэр (普洱专区), в 1953 году переименованного в Специальный район Сымао (思茅专区).
Постановлением Госсовета КНР от 1 сентября 1954 года из Специального района Сымао был выделен Сишуанбаньна-Дайский автономный район окружного уровня (西双版纳傣族自治区（地级）).
В 1957 году Сишуанбаньна-Дайский автономный район был преобразован в Сишуанбаньна-Дайский автономный округ. Старое административное деление было отменено, и этих местах были созданы 2 баньна: Мэнхай и Мэнчжэ (勐遮). В 1960 году они были преобразованы в уезды, и в сентябре того же года уезд Мэнчжэ был присоединён к уезду Мэнхай.

## Административное деление
Уезд делится на 6 посёлков, 2 волости и 3 национальные волости.